# Globi d'oro 2023
La 63ª edizione dei Globi d'oro si è tenuta mercoledì 5 luglio 2023 a Villa Massimo a Roma.
La candidature sono state annunciate il 16 giugno 2023; il film con più candidature è stato Mia con cinque, seguito da Stranizza d'amuri con quattro. Durante la cerimonia è stato assegnato il Globo d'oro alla carriera postumo a Francesco Nuti, venuto a mancare il 12 giugno 2023.

## Candidati e vincitori
I vincitori sono indicati in grassetto, a seguire gli altri candidati.
Miglior film
- Rapito, regia di Marco Bellocchio
- Mia, regia di Ivano De Matteo
- La stranezza, regia di Roberto Andò

Miglior regista
- Roberto Andò – La stranezza
- Marco Bellocchio – Rapito
- Ivano De Matteo – Mia

Miglior opera prima
- Stranizza d'amuri, regia di Giuseppe Fiorello
- La primavera della mia vita, regia di Zavvo Nicolosi
- Romantiche, regia di Pilar Fogliati

Miglior commedia
- Romantiche, regia di Pilar Fogliati
- Mixed by Erry, regia di Sydney Sibilia
- La primavera della mia vita, regia di Zavvo Nicolosi

Miglior serie TV
- Esterno notte, regia di Marco Bellocchio
- La legge di Lidia Poët, regia di Matteo Rovere e Letizia Lamartire
- Mare fuori, regia di Carmine Elia, Milena Cocozza e Ivan Silvestrini

Miglior attore
- Edoardo Leo – Mia
- Pierfrancesco Favino – L'ultima notte di Amore
- Alessandro Borghi – Le otto montagne

Miglior attrice
- Pilar Fogliati – Romantiche
- Elodie – Ti mangio il cuore
- Angela Finocchiaro – Educazione fisica

Giovane promessa
- Saul Nanni – Brado
- Greta Gasparri – Mia
- Samuele Segreto e Gabriele Pizzurro – Stranizza d'amuri

Miglior sceneggiatura
- Ivano De Matteo e Valentina Ferlan – Mia
- Andrea di Stefano – L'ultima notte di Amore
- Andrea Cedrola, Giuseppe Fiorello e Carlo Salsa – Stranizza d'amuri

Miglior fotografia
- Michele D'Attanasio – L'ombra di Caravaggio
- Michele D'Attanasio – Ti mangio il cuore
- Francesco Di Giacomo – Rapito

Miglior musica
- Colapesce e Dimartino – La primavera della mia vita
- Giovanni Caccamo e Leonardo Milani – Stranizza d'amuri
- Santi Pulvirenti – L'ultima notte di Amore

Miglior documentario
- Gianni Agnelli, in arte l’Avvocato, regia di Emanuele Imbucci
- Luigi Proietti detto Gigi, regia di Edoardo Leo
- Il delitto di Ponticelli – L’ombra del dubbio, regia di Christian Letruria

Miglior cortometraggio
- Grazie Michele regia di Rosario Errico
- La storia di Franco Zeffirelli regia di Matteo Mascotto
- La verità regia di Miranda Angeli

Gran Premio della stampa estera
- John Malkovich

Globo d'oro alla carriera
- Francesco Nuti (postumo)